# Союзмультфільм
«Союзмультфільм» — найбільша радянська і російська державна кіностудія мультиплікаційних фільмів, заснована у 1936 році. Розташовується за адресою: Москва, вул. Академіка Корольова 21, будинок 1.
Довгі роки емблемою «Союзмультфільму» був Чебурашка.

## Колектив
Провідні режисери: І. П. Іванов-Вано, Л. К. Атаманов, Р. А. Качанов, Ф. С. Хитрук, Б. П. Степанцов, І. О. Ковалевська, А. Ю. Хржановський, Ю. Б. Норштейн, В. М. Котьоночкін, А. О. Петров, Г. М. Сокольський та інші.

## Історія
Хоча наказ про створення студії був підписаний начальником Головного Управління кіно-фото-промисловості, вважається, що рішення про створення студії мультиплікаційних фільмів виходило особисто від Й. В. Сталіна.
Перший мультфільм, випущений студією, називався «В Африці спекотно» (1936). З 1937 року знімаються кольорові мультфільми. В 1945 виходить перший повнометражний мультфільм — «Пропала грамота».
У роки Перебудови студія, як і багато підприємств в СРСР, починає пошук шляхів виходу з викликаної недофінансуванням економічної кризи. В 1989 році колектив студії вибирає орендну форму існування свого підприємства, договір про оренду укладається строком на 10 років. Велику роль у подальших реорганізаціях відіграє колективний орган — Правління кіностудії, помітними діячами якого були творчі працівники студії, який мав право найму адміністрації.
В 1992 році діюча тоді адміністрація підприємства уклала невигідний, на думку більшості працівників студії, для «Союзмультфільму» контракт з американською компанією Films by Jove (належала радянському актору, який емігрував в США, Олегу Відову та його дружині), за яким до названої компанії переходили міжнародні права на комерційне використання колекції фільмів студії, випущених за всі попередні роки, що привело до зміни директора правлінням. Однак, діяльність нового директора, який посів цю посаду за договором, який мав деякі невдалі формулювання, який уклало з ним Правління, також украй неоднозначно сприймалася багатьма працівниками кіностудії, що призвело згодом до тривалого конфлікту в колективі і, як наслідок, — до фактичної втрати студією своєї провідної ролі в російській анімації. Звернення членів колективу до державних органів в силу різних причин не призвели до поліпшення ситуації.
Починаючи з другої половини 1990-х років «Союзмультфільм» впадає в глибоку кризу і піддається ряду економічних і юридичних махінацій, результатом яких стало звільнення більшої частини колективу студії і фактичне розділення на два протиборчі підприємства — ФГУП «Союзмультфільм» і ВАТ «Союзмультфільм». Частина виробничо-технічної бази «Союзмультфільму» була реорганізована в студію «Крістмас Філмз».
Наприкінці грудня 2006 року Уряд РФ випустив Розпорядження, згідно з яким ФГУП «Кіностудія „Союзмультфільм“» стало власником виключних прав на використання аудіовізуальних творів, знятих на «Союзмультфільмі» з моменту створення і до переходу його на орендні відносини.
В даний час ФГУП «Фільмофонд кіностудії „Союзмультфільм“» є єдиним виключним правовласником найбільшої колекції радянської та російської мультиплікації, що нараховує близько 1500 мальованих і лялькових мультиплікаційних фільмів.

### Хронологія
- 10 червня 1936 — заснування кіностудії «Союздітмультфільм»
- 1936 — випущений перший мультфільм («В Африці жарко»)
- 20 серпня 1937 — перейменування «Союздітмультфільм» в «Союзмультфільм»
- 1937 — початок зйомок кольорових мультфільмів
- Жовтень 1941 — евакуація в Самарканд
- 1942 — перехід М. Пащенка з «Ленфільму» на «Союзмультфільм» у зв'язку з розпуском анімаційної студії при «Ленфільмі»[3]. М. Цехановський прийшов на «Союзмультфільм» у 1944 році.
- Травень-червень 1943 — повернення з евакуації до Москви.
- 1945 — виходить перший повнометражний мультфільм («Пропала грамота», 42:42)
- 1946 — переїзд в приміщення на вул. Каляєвська, 23а
- 1956 — переїзд в приміщення в Спасопєсковському провулку
- 1991–1992 — розпад СРСР і реорганізація Держкіно СРСР у Держкіно України
- Червень 1999 — створення підприємства «Кіностудія „Союзмультфільм“»
- 2003 рік — розпорядженням Уряду РФ від кіностудії «Союзмультфільм» відокремлюється творчо-виробниче об'єднання (ТПО) «Союзмультфільм», а сама кіностудія перейменовується у Федеральне державне унітарне підприємство (ФДУП) «Фільмофонд кіностудії „Союзмультфільм“»

## Найвідоміші мультфільми
- 1947 — Горбоконик
- 1948 — Квітка-семибарвиця
- 1948 — Сіра шийка
- 1948 — Федько Зайцев (ремейк 1960)
- 1950 — Сопілочка і глечик
- 1952 — Аленька квіточка
- 1952 — Каштанка
- 1954 — Золота антилопа
- 1955 — Стьопа-моряк
- 1955—1956 — Незвичайний матч (2 серії)
- 1956 — Дванадцять місяців
- 1956 — У яранзі горить вогонь
- 1956 — Гидке каченя
- 1957 — Снігова королева
- 1958 — Пєтя і Червона Шапочка
- 1958 — Хлопчик з Неаполя (ремастерінг 1982, 1991 у збірнику Пригоди чарівного глобуса, або Витівки відьом)
- 1960—1968 — Світлячок (8 серій)
- 1962 — Історія одного злочину
- 1965 — Вовка в тридев'ятому царстві
- 1965 — Канікули Боніфація
- 1967—1971 — Мауглі (5 серій)
- 1967 — Рукавичка
- 1968 — Фільм, фільм, фільм
- 1968 — 25-е, перший день
- 1968—1970 — Малюк і Карлсон (2 серії)
- 1969—1993, 2012 — Ну, постривай! (18 серій, продовження (2005) знято на студії Крістмас філмс)
- 1969—1983 — Крокодил Гена (4 серії)
- 1969 — В Країні невивчених уроків
- 1969—1973 — Бременські музиканти (2 серії, продовження (2000) знято на студії Кіно-Міст)
- 1969—1972 — Вінні-Пух (3 серії)
- 1969 — Дід Мороз і літо
- 1970 — Солодка казка
- 1970 — Катерок
- 1973 — Чапля і журавель
- 1973 — Острів
- 1975 — Їжачок у тумані
- 1975 — І мама мене простить
- 1975 — Спадщина чарівника Бахрама
- 1975—1983 — 38 папуг (10 серій)
- 1976—1982 — Кошеня на ім'я Гав (5 серій)
- 1976 — Скринька з секретом
- 1976 — Просто так
- 1977 — Полігон
- 1977 — Бобік в гостях у Барбоса
- 1977—1983 — Найменший гном (4 серії)
- 1978 — Мишеня Пік
- 1978—1984 — Троє з Простоквашино (3 серії, продовження (2012) знято на студії Кіно-Атіс)
- 1978 — Пограбування по… (ремастерінг 1988)
- 1979 — Казка казок
- 1979 — Полювання
- 1979 — Чарівний перстень
- 1981 — Таємниця третьої планети
- 1981 — Івашка з палацу піонерів
- 1981 — Пес у чоботях
- 1982 — Жив-був пес
- 1982 — Жива іграшка
- 1983 — Замок брехунів
- 1983—1997 — Мавпочки (7 серій)
- 1984—1998 — Повернення блудного папуги (3 серії + продовження)